# Isole Medvež'i
Le isole Medvež'i  (in russo: острова Медвежьи, ostrova Medvež'i; in italiano "isole degli orsi") sono un gruppo di 6 isole nel mare della Siberia orientale, Russia. Amministrativamente appartengono al Nižnekolymskij ulus della Repubblica autonoma di Sacha-Jacuzia.

## Geografia, flora e fauna
Le isole sono situate circa 100 km a nord della foce del fiume Kolyma, all'estremità occidentale del golfo della Kolyma. L'isola più a ovest del gruppo dista 35 km dalla costa della Siberia.
Il mare che circonda le isole è ricoperto di ghiaccio in inverno e il clima è rigido. Durante l'estate è una zona di pesca commerciale.
Le isole sono ricoperte dalla tipica vegetazione della tundra, tra i quali il lichene delle renne. Sull'isola maggiore ci sono foreste di larici, abeti e pioppi. Come suggerisce il loro nome, queste isole sono un luogo di riproduzione e offrono rifugio all'orso polare; è presente anche il cervo, il lupo, la volpe e molti ratti.

## Le isole
- Krestovskij (Крестовский)
- Leont’eva (Леонтьева)
- Četyrëchstolbovoj (Четырёхстолбовой)
- Puškarëva (Пушкарёва)
- Lysova (Лысова)
- Andreeva (Андреева)

## Storia
Il primo europeo a registrare e segnalare l'esistenza delle isole Medvež'i fu l'esploratore cosacco Jakov Permjakov nel 1710. Durante la navigazione dal fiume Lena al fiume Kolyma, Permjakov osservò il profilo del gruppo di isole sconosciute nell'allora poco esplorato mare della Siberia orientale.
Nel 1740 l'isola Krestovskij fu raggiunta da Dmitrij Jakovlevič Laptev che la chiamò San Antonio. Nel 1769 i sottufficiali Ivan Leont'ev, Ivan Lysov e Aleksej Puškarëv che andarono dall'Indigirka alle Medvež'i su slitte trainate da cani, fecero una mappa abbastanza precisa delle isole.
Nel 1820-1824, durante la spedizione artica di Ferdinand Wrangel nel mare della Siberia orientale e nel mare dei Ciukci, l'esploratore artico Fëdor Fëdorovič Matjuškin rilevò e mappò l'isola Četyrëchstolbovoj.
Il 3 settembre 1878, Adolf Erik Nordenskiöld, sulla nave Vega, registrò di aver costeggiato il gruppo di isole. Era durante la famosa spedizione Vega che percorse in tutta la sua lunghezza il passaggio a nord-est per la prima volta nella storia.